# フリーボード (企業)
株式会社フリーボード（ふりーぼーど、Free board Co., Ltd.）は、日本のレコード会社。

## レーベル
- Deep Zoon

## 所属アーティスト

### 演歌・歌謡曲
- 安倍里葎子
- 上野旬也（元ロス・プリモス）
- 大木綾子
- 柏原芳恵
- 北野都
- 黒沢博
- さいたまんぞう
- 三條正人
- 田代美代子
- 東京ジョー（大沢樹生）
- 鶴岡雅義と東京ロマンチカ
- 灘麻太郎
- 浪花家綾歌（大木綾子）
- 西口久美子
- 松尾和美
- 松島アキラ
- 松平直子
- 三善英史
- マヒナスターズ

### J-POP/ロック
- 田村直美
- FENCE OF DEFENSE
- フォーリーブス（江木俊夫・おりも政夫）

## 子会社
- 株式会社サプライフリーボード